# Из Лос-Анджелеса в Вегас
«Из Лос-А́нджелеса в Ве́гас» (англ. L.A. to Vegas) — американский комедийный телесериал, премьера которого состоялась 2 января 2018 года на телеканале Fox.
9 января 2018 года Fox заказал 3 дополнительных эпизода, таким образом полный первый сезон состоит из 15 эпизодов. 21 мая 2018 года сериал был закрыт после одного сезона.

## Сюжет
Действие сериала разворачивается на борту самолёта авиакомпании «Джекпот-Эйрлайнз», который каждые выходные совершает перелёт из Лос-Анджелеса в Лас-Вегас. Руководит рейсом капитан Дэвид Пратман, помимо которого экипаж включает ещё второго пилота, Алана, и двух стюардов, Веронику и Бернарда. Компанию им составляют три постоянных пассажира этого рейса: Колин (университетский преподаватель, который вынужден постоянно мотаться в Вегас, чтобы до конца оформить развод с женой), Николь (танцовщица, работающая в одном из стрип-клубов Вегаса) и Артём (дантист, русского происхождения, обожающий на досуге азартные игры). Почти каждый рейс все семеро попадают в различные истории, которые в той или иной степени вращаются вокруг повторяющихся тем надежды и разочарования.

## В ролях

### Основной состав
- Ким Матула — Вероника «Ронни» Мессинг, стюардесса на Jackpot Airlines.
- Эд Уикс — Колин Мак-Кормак, англичанин, профессор экономики в Калифорнийском университете в Лос-Анджелесе. Летает каждые выходные в Вегас, чтобы увидеться с маленьким сыном.
- Натан Ли Грэм — Бернард Джассер, стюард-гей, напарник Ронни.
- Оливия Маклин — Николь Хэйс, стриптезёрша. Каждые выходные летает в Вегас для работы в стриптиз-баре.
- Петер Стормаре — Артём, эксцентричный русский букмекер и игрок.
- Дилан Макдермотт — Дэвид «Дэйв» Пратман, капитан на Jackpot Airlines.

### Второстепенный состав
- Амир Талай — Алан, второй пилот на Jackpot Airlines.
- Кетер Донохью — Меган, бывшая жена Колина.
- Дермот Малруни — капитан Стив Джассер, соперник Дэйва.
- Джош Дюамель — капитан Кайл
- Дон Джонсон — Джек Сильвер

## Критика
На сайте-агрегаторе Rotten Tomatoes сериал держит 50 % «свежести» на основе 17-ти отзывов критиков со средним рейтингом 5,8 из 10. На Metacritic сериал получил 43 баллов из 100 на основе 13-ти «смешанных и средних» рецензий.